# Symphurus jenynsi
Symphurus jenynsi is een straalvinnige vissensoort uit de familie van hondstongen (Cynoglossidae). De wetenschappelijke naam van de soort is voor het eerst geldig gepubliceerd in 1906 door Evermann & Kendall.